# Campo San Rafael
Campo San Rafael är en ort i Mexiko.   Den ligger i kommunen Xochitepec och delstaten Morelos, i den sydöstra delen av landet, 70 km söder om huvudstaden Mexico City. Campo San Rafael ligger 1 126 meter över havet och antalet invånare är 303.
Terrängen runt Campo San Rafael är kuperad åt nordost, men åt sydväst är den platt. Runt Campo San Rafael är det tätbefolkat, med 591 invånare per kvadratkilometer. Närmaste större samhälle är Cuernavaca, 16,8 km norr om Campo San Rafael. I omgivningarna runt Campo San Rafael växer huvudsakligen savannskog.